# Šimonovce
Šimonovce (ungarisch Simonyi oder Rimasimonyi) ist eine Gemeinde in der Mitte der Slowakei mit 512 Einwohnern (Stand 31. Dezember 2024), die im Okres Rimavská Sobota, einem Kreis des Banskobystrický kraj, liegt und zur Landschaft Gemer gezählt wird.

## Geographie
Die Gemeinde befindet sich im Talkessel Rimavská kotlina (Teil von Juhoslovenská kotlina), auf der Flurterrasse der Rimava und des Mačací potok. Das Ortszentrum liegt auf einer Höhe von 179 m n.m. und ist 16 Kilometer von Rimavská Sobota entfernt.
Nachbargemeinden sind Širkovce im Westen und Norden, Dubovec im Nordosten, Chrámec im Osten und Drňa im Süden.

## Geschichte

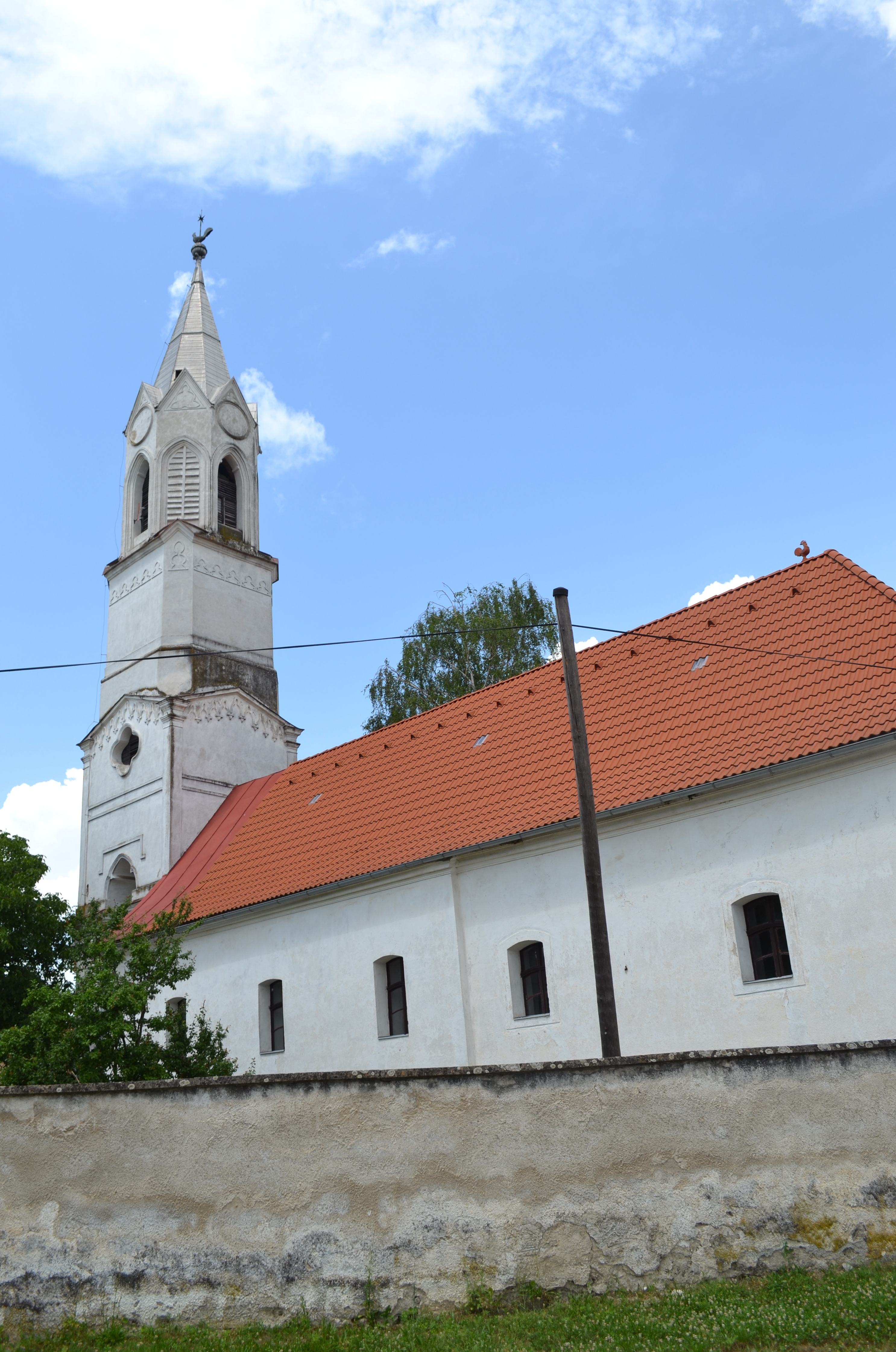
Reformierte Kirche

Der Ort wurde im 12. Jahrhundert gegründet und zum ersten Mal 1221 als Simon schriftlich erwähnt. Das Dorf war anfangs Besitz des Geschlechts Lórantfy, später Rákóczi, im 18. Jahrhundert Vass sowie anderer Familien. Im 16. und 17. Jahrhundert litt das Dorf wegen türkischer Überfälle, ein Teil der Bevölkerung wurde in Gefangenschaft genommen, während andere einen Tribut zahlen mussten. 1710 und 1740 kam es zu Pestepidemien. 1828 zählte man 65 Häuser und 521 Einwohner, die als Landwirte beschäftigt waren.
Bis 1918/1919 gehörte der im Komitat Gemer und Kleinhont liegende Ort zum Königreich Ungarn und kam danach zur Tschechoslowakei beziehungsweise heute Slowakei. Zwischen 1938 und 1944 gehörte er auf Grund des Ersten Wiener Schiedsspruches noch einmal zu Ungarn.

## Bevölkerung
| Jahr                | 1994 | 2004     | 2014     | 2024     |
| ------------------- | ---- | -------- | -------- | -------- |
| Anzahl der Personen | 446  | 497      | 578      | 512      |
| Unterschied         |      | +11,43 % | +16,29 % | −11,41 % |

| Jahr                | 2023 | 2024    |
| ------------------- | ---- | ------- |
| Anzahl der Personen | 519  | 512     |
| Unterschied         |      | −1,34 % |

Gemäß der Volkszählung 2011 wohnten in Šimonovce 571 Einwohner, davon 319 Magyaren, 154 Roma, 68 Slowaken und ein Mährer. Neun Einwohner machten keine Angabe zur Ethnie.
378 Einwohner bekannten sich zur römisch-katholischen Kirche, 109 Einwohner zur reformierten Kirche, drei Einwohner zur Evangelischen Kirche A. B. und zwei Einwohner zur griechisch-katholischen Kirche. 11 Einwohner waren konfessionslos und bei 68 Einwohnern wurde die Konfession nicht ermittelt.

## Bauwerke und Denkmäler
- reformierte Toleranzkirche aus dem Jahr 1790, die auf Fundamenten einer älteren Kirche entstand. Der Turm wurde erst 1858 gebaut.
- Landsitz im klassizistischen Stil aus der ersten Hälfte des 19. Jahrhunderts